# 过探先
过探先（1886年—1929年3月23日），江苏无锡人，中国教育家，农学家，中国现代农业教育奠基人和开拓者，中国现代农林科技的先驱。开创了中国近代大面积造林与植棉事业。近代中国第一个综合性科学团体中国科学社的创始人之一 。

## 生平
留美康乃尔大学农学硕士。1915年回国，任江苏省立第一农业学校校长。1921年任南京国立东南大学农科教授，曾兼农艺系主任、农科副主任、推广系主任。1925年出任金陵大学农林科主任。
其生平对开辟农业科学新领域，培养农业科技人才，实现科学种田理想，筚路蓝缕，功不可没。国民党元老吴稚晖先生为过探先写的墓志铭中写道：“先生姓过氏，名探先，出江苏无锡县北乡望族……先生之学，穷高极远，衣我粒我，早黾夜勉”。

## 延伸阅读
[在维基数据编辑]
 《游美同學錄·過探先》，出自《游美同學錄》

| 前任： 包文 （金陵大学校长） | 金陵大学校委会主席 1927年 | 繼任： 陈裕光 （金陵大学校长） |

| 中國科學社创办人（1915年）                                                         |
| ---------------------------------------------------------------------------------- |
| 任鸿隽 \| 秉志 \| 周仁 \| 胡明复 \| 赵元任 \| 杨杏佛 \| 过探先 \| 章元善 \| 金邦正 |